# 17958 Шооф
17958 Шооф (17958 Schoof) — астероїд головного поясу, відкритий 10 травня 1999 року.
Тіссеранів параметр щодо Юпітера — 3,522.